# NGC 6909
NGC 6909 este o galaxie situată în constelația Telescopul. A fost descoperită în 1 iulie 1834 de către John Herschel. Se află la o distanță de 35,81 de megaparseci de Pământ.